# Olimpíada de xadrez de 1972
A Olimpíada de xadrez de 1972 foi a 20.ª edição da Olimpíada de Xadrez organizada pela FIDE, realizada em Skopje entre os dias 18 de setembro e 13 de outubro. A equipe da União Soviética (Tigran Petrosian, Victor Korchnoi, Vasily Smyslov, Mikhail Tal, Anatoly Karpov, Vladimir Savon) conquistou a décima primeira medalha de ouro consecutiva, seguidos novamente da Hungria (Lajos Portisch, István Bilek, Győző Forintos, István Csom, Zoltán Ribli, Gyula Sax) e Iugoslávia (Svetozar Gligorić, Borislav Ivkov, Ljubomir Ljubojević, Milan Matulović, Aleksandar Matanović, Josip Rukavina). A 5.ª edição da Olimpíada de xadrez para mulheres foi realizada em conjunto. A equipe da União Soviética (Nona Gaprindashvili, Alla Kushnir, Irina Levitina) conquistou novamente a medalha de ouro, seguidos da Romênia (Elisabeta Polihroniade, Alexandra Nicolau, Gertrude Baumstark) e Hungria (Mária Ivánka, Zsuzsa Verőci, Gyuláné Krizsán).

## Quadro de medalhas

### Masculino
| Tabuleiro | Ouro                    | Prata               | Bronze                                       |
| 1.º       | GER Robert Hübner       | TCH Vlastimil Hort  | AUS Walter Browne                            |
| 2.º       | URS Viktor Korchnoi     | HUN István Bilek    | ENG William Hartston                         |
| 3.º       | YUG Ljubomir Ljubojević | URS Vassily Smyslov | COL Carlos Enrique Cuartas                   |
| 4.º       | URS Mikhail Tal         | ISR Avraham Kaldor  | CAN Peter Biyiasas                           |
| 1.º res   | URS Anatoly Karpov      | ISR Amikam Balshan  | IRI Massoud Amir Sawadkuhi FIN Yrjö Rantanen |
| 2.º res   | FRA Aldo Haïk           | AUS Terry Ian Shaw  | GER Dueball Jürgen                           |

### Feminino
| Tabuleiro | Ouro                    | Prata                                     | Bronze                |
| 1.º       | URS Nona Gaprindashvili | BRA Ruth Vokl Cardoso                     | HUN Mária Ivánka      |
| 2.º       | URS Alla Kushnir        | POL Hanna Ereńska-Radzewska               | ROM Alexandra Nicolau |
| res       | YUG Henrijeta Sokolov   | NED Ada Van der Giessen SWE Ulla Bohmgren |                       |